# L'Escadron blanc (film, 1949)
Pour les articles homonymes, voir L'Escadron blanc.
Pour plus de détails, voir Fiche technique et Distribution.
L'Escadron blanc est un film français réalisé par René Chanas, sorti en 1949, libre adaptation du roman éponyme de Joseph Peyré paru en 1931.

## Synopsis
Un escadron de méharistes sahariens poursuit un groupe de pillards à travers le désert. Chaleur, fièvres, périls, pillards introuvables. Après la mort du capitaine, le lieutenant prend le commandement. Il mène à bien la mission et ramène au fort ce qui reste de l'escadron.

## Fiche technique
- Titre : L'Escadron blanc
- Réalisation : René Chanas
- Assistants réalisateurs : Jacques Baratier, Carlos Vilardebó
- Scénario : Joseph Peyré, René Chanas, René Lefèvre, d'après le roman éponyme de Joseph Peyré
- Photographie : Nicolas Toporkoff
- Montage : Lola Barache
- Musique : Jean Wiéner
- Décors : Jean-Roger Bertrand
- Costumes : Jean-Charles Carlus
- Directeur de production : Jean-Charles Carlus
- Société de production	: Acteurs et Techniciens français
- Pays de production :  France
- Format : Noir et blanc - 1,37:1 - Mono - 35 mm
- Genre : Film d'aventure
- Durée : 104 minutes
- Date de sortie : 
  - France : 1er juillet 1949

## Distribution
- Jean Chevrier : Marsay
- René Lefèvre : L'adjudant
- Michèle Martin : Mme Marsay
- François Patrice : Kermeur
- La Compagnie méhariste du Taouat

## Autour du film
- Le film a été tourné au Sahara et dans la région d'Adrar, en Algérie[réf. souhaitée].
- Le roman de Joseph Peyré avait déjà été adapté en 1936 par Augusto Genina sous le titre Lo squadrone bianco.